# Université de Dallas
L'université de Dallas (en anglais : University of Dallas) est une université américaine fondée en 1956 à Irving dans la banlieue de Dallas. C'est une université privée et catholique qui repose sur une superficie de 744 acres (3 km2). Le campus est appelé « l'université catholique pour les penseurs indépendants ».

## Effectifs
L'université est fréquentée par 1 250 étudiants préparant une licence et de 1 569 étudiants gradués. Le corps enseignant est composé de 80 membres à temps plein et de 35 membres à temps partiel.

## Campus
Le campus de l'université accueille aussi le Holy Trinity Seminary qui forme les futurs prêtres du diocèse.